# 瓦尼 (卢瓦-谢尔省)
瓦尼（法語：Oigny，法語發音：[waɲi]）是法国卢瓦-谢尔省的一个旧市镇，属于旺多姆区。 

## 地理
瓦尼（48°3'48"N, 0°55'15"E）面积9.86 平方千米，位于法国中央-卢瓦尔河谷大区卢瓦-谢尔省，该省份为法国中北部省份，北起厄尔-卢瓦省，东北接卢瓦雷省，东南接谢尔省，南至安德尔省，西南接安德尔-卢瓦尔省，西北接萨尔特省。
与瓦尼接壤的市镇（或旧市镇、城区）包括：勒普莱西多兰、苏代、圣阿吉、阿尔维尔、勒戈迪佩尔什、圣阿维。

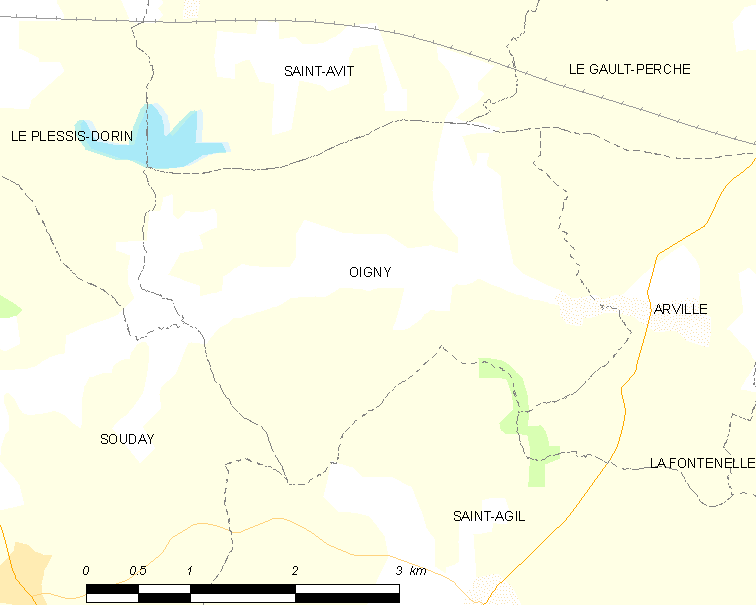
的OSM定位图

瓦尼的时区为UTC+01:00、UTC+02:00（夏令时）。

## 行政
瓦尼的邮政编码为41170，INSEE市镇编码为41165。

## 政治
瓦尼所属的省级选区为佩尔什县。

## 人口

1962-2008年间人口变化图示

瓦尼于2018年1月1日时的人口数量为90人。